# Viktoriya Koval
Viktoriya Olexandrivna Koval (en ucraniano: Вікторія Олександрівна Коваль; Járkov, URSS, 11 de junio de 1985) es una deportista ucraniana que compitió en tiro con arco, en la modalidad de arco recurvo.
Ganó una medalla de bronce en el Campeonato Mundial de Tiro con Arco en Sala de 2007 y cuatro medallas en el Campeonato Europeo de Tiro con Arco en Sala entre los años 2006 y 2013.

## Palmarés internacional
| Campeonato Mundial en Sala | Campeonato Mundial en Sala | Campeonato Mundial en Sala | Campeonato Mundial en Sala |
| Año                        | Lugar                      | Medalla                    | Prueba                     |
| -------------------------- | -------------------------- | -------------------------- | -------------------------- |
| 2007                       | Esmirna (Turquía)          | Medalla de bronce          | Equipo                     |
| Campeonato Europeo en Sala |                            |                            |                            |
| Año                        | Lugar                      | Medalla                    | Prueba                     |
| 2006                       | Jaén (España)              | Medalla de plata           | Equipo                     |
| 2010                       | Poreč (Croacia)            | Medalla de oro             | Equipo                     |
| 2011                       | Cambrils (España)          | Medalla de plata           | Equipo                     |
| 2013                       | Rzeszów (Polonia)          | Medalla de oro             | Equipo                     |